# Duiquer blau
El duiquer blau (Philantomba monticola) és un petit duiquer que viu als boscos de l'Àfrica central i el sud de l'Àfrica austral.
Els duiquers blaus mesuren uns 35 centímetres d'alçada a l'espatlla i pesen uns quatre quilograms. Els duiquers blaus tenen un pelatge marró amb una lleugera tonalitat blava (que els dona nom) i una regió ventral blanca. Tenen una escletxa glandular entre els ulls i una cresta molt lleugera entre les orelles. Els duiquers blaus tenen unes senzilles banyes còniques de 2-10 centímetres. A vegades, les femelles manquen de banyes.